# Карі Тапіо
Карі Тапіо (псевдонім Карі Тапані Ялканена фін. Kari Tapani Jalkanen; нар.22 листопада 1945, Суоненйокі — †7 грудня 2010, Еспоо) — фінський співак.

## Біографія
Народився 22 листопада 1945 в Суоненйокі. До початку естрадної діяльності Тапіо працював у друкарні робочим. Творчу кар'єру Карі Тапіо розпочав у 60-х роках. Він був лауреатом численних премій, в числі яких «Емма» і «Іскелма-Фінланд».
Великий вплив на творчість Карі Тапіо справила фольклорна музика. Також він створив безліч фінських версій пісень Джонні Кеша, Вейлона Дженнінгса, Тото Кутуньо і Кріса Крістофферсона.
Серед його найпопулярніших пісень в останні роки можна назвати «Olen suomalainen» («Я — фін»), «Myrskyn jälkeen» («Після бурі»), «En pyydä paljon» («Не прошу багато чого»).
У 1964 році Карі Тапіо одружився з Пія Віхеріаваара у якої з ним було троє дітей — Яні, Ярі і Йона Ялканен.

### Альбоми
- Aikapommi (1974) (з Ерккі Ліїканен — фін. Erkki Liikanen)
- Nostalgiaa (1976)
- Klabbi (1976)
- Kaipuu (1977)
- Kari Tapio (1979)
- Jää vierellein (1981)
- Olen suomalainen (1983)
- Ovi elämään (1984)
- Osa minusta (1986)
- Elämän viulut (1987)
- Tää kaipuu (1988)
- Aikaan täysikuun (1990)
- Yön tuuli vain (1992)
- Sinitaikaa (1993)
- Laulaja (1994)
- Myrskyn jälkeen (1995) #23
- Meren kuisketta (1997) #9
- Sinut tulen aina muistamaan (1998) #7
- Valoon päin (1999) #5
- Bella Capri (2000) #6
- Kari Tapio konserttilavalla (2001) #30
- Joulun tarina (2001)
- Juna kulkee (2003) #4
- Toiset on luotuja kulkemaan (2004) #5
- Paalupaikka (2005) #5
- Kuin taivaisiin (2007) #1
- Kaksi maailmaa (March 26, 2008)

### Компіляції
- 28 suosituinta levytystä (1987)
- Toivotut (1992)
- Viisitoista kesää (1995)
- 20 suosikkia — Olen suomalainen (1995)
- 20 suosikkia — Luoksesi Tukholmaan (1997)
- Parhaat (1997)
- Kaikki parhaat (1999) #2
- 20 suosikkia — Kulkurin kyyneleet (2001)
- 20 suosikkia — Sanoit liian paljon (2001)
- Kaikkien aikojen parhaat — 40 klassikkoa (2002) #17
- Nostalgia (2005)
- Lauluja rakkaudesta (2006) #13